# Reyes Estévez
 Reyes Estévez López (Cornellà de Llobregat, 2 augustus 1976) is een Spaanse voormalig middellangeafstandsloper, die gespecialiseerd was in de 1500 m. Hij nam driemaal deel aan de Olympische Spelen, maar won hierbij geen medailles.

## Biografie
In 1996 kon Estévez zich een eerste keer kwalificeren voor de Olympische Spelen in Atlanta. In de halve finale van de 1500 m eindigde hij tiende. Eén jaar later, op de wereldkampioenschappen in Athene, behaalde Estévez zijn eerste medaille op een internationaal toernooi. In een tijd van 3.37,26 eindigde hij als derde achter zijn landgenoot Fermín Cacho. In 1998 werd Estévez Europees kampioen op de 1500 m. In de slotfase hield hij in een tijd van 3.41,31 Rui Silva en Fermín Cacho achter zich.
Op de WK in Sevilla in 1999 eindigde Estévez opnieuw als derde. Op de wereldindoorkampioenschappen in 2001 moest Estévez het in de finale van de 1500 m slechts nipt afleggen tegen de Portugees Rui Silva. Ook op de Europese kampioenschappen van 2002 werd Estévez tweede, dit keer achter de Fransman Mehdi Baala.
Estévez nam in 2004 opnieuw deel aan de Olympische Spelen, die ditmaal in Athene plaatsvonden. Op de 1500 m eindigde hij op een zevende plaats. Op de Europese indoorkampioenschappen van 2005 eindigde hij als derde op zowel de 1500 m als de 3000 m.
Vier jaar later, op de Olympische Spelen in Peking, was Estévez ten derden male van de partij. Hij sneuvelde dit keer in de reeksen.

## Titels
- Europees kampioen 1500 m – 1998
- Spaans kampioen 1500 m - 1997, 1998, 2004
- Spaans indoorkampioen 1500 m - 1997, 2001
- Spaans indoorkampioen 3000 m - 2005
- Europees kampioen U23 - 1997
- Europees jeugdkampioen 1500 m - 1993, 1995

## Persoonlijke records
Outdoor
| Afstand     | Prestatie | Datum            | Plaats            |
| ----------- | --------- | ---------------- | ----------------- |
| 800 m       | 1.46,90   | 29 mei 1996      | Granada           |
| 1000 m      | 2.17,45   | 5 september 2000 | Andújar           |
| 1500 m      | 3.30,57   | 24 augustus 1999 | Sevilla           |
| 1 Eng. mijl | 3.51,82   | 12 juli 2002     | Rome              |
| 2000 m      | 5.05,68   | 10 juni 2004     | Rivas-Vaciamadrid |
| 3000 m      | 7.37,93   | 6 september 2009 | Rieti             |

Indoor
| Afstand     | Prestatie | Datum            | Plaats    |
| ----------- | --------- | ---------------- | --------- |
| 1500 m      | 3.36,51   | 24 februari 2005 | Madrid    |
| 1 Eng. mijl | 3.53,49   | 15 februari 2001 | Stockholm |
| 3000 m      | 7.43,80   | 15 februari 2005 | Stockholm |

## Palmares

### 1500 m
- 1993:  EK U20 - 3.45,00
- 1995:  EK U20 - 3.45,74
- 1997:  EK U23 - 3.42,37
- 1997:  WK – 3.37,26
- 1998:  EK – 3.41,31
- 1999:  WK – 3.30,57
- 2001:  WK indoor – 3.51,25
- 2001: 5e WK – 3.32,34
- 2002:  EK – 3.45,25
- 2003:  Golden Gala – 3.32,86
- 2003: 6e WK – 3.33,84
- 2004: 7e OS  – 3.36,63
- 2005:  EK indoor – 3.38,90
- 2005: 11e WK – 3.46,65
- 2010: 4e EK – 3.43,67

### 3000 m
- 2005:  EK indoor – 7.51,65